# Rottenbuch
Rottenbuch est une municipalité d'Allemagne, dans l'Arrondissement de Weilheim-Schongau, en Haute-Bavière, sur la Route Romantique. Sur le territoire de la commune se situe le monastère de Rottenbuch.

## Géographie
Rottenbuch se situe dans la région de l'Oberland. Il est composé de Rottenbuch et de Schönberg.

## Histoire
En 1073, le Duc Welf Ier de Bavière a transformé un ermitage déjà existant en un couvent augustin pour hommes. En 1090 et 1092, ce couvent reçoit des privilèges du pape. Rottenbuch est au centre de la réforme canonique en Bavière lors de la querelle des investitures. Plusieurs monastères de Bavière lui appartient.
Après la transformation de la collégiale en style baroque et la reconstruction du monastère, la situation de Rottenbuch est florissante jusqu'en 1803. 
Böbing, Wildsteig et Schönberg sont séparés de Rottenbuch. Schönberg sera de nouveau rattaché à la commune en 1978.
Les armoiries de la commune de Rottenbuch - un hêtre rouge, avec sept feuilles rouges sur fond argenté - ont été décernées en 1956. Cependant, le hêtre rouge apparaît dès 1433 dans le blason du chœur du couvent des Augustins.
En 1818 on élit pour la première fois un "chef du village" (Ortsvorsteher). Depuis 1869, il porte le titre de Bürgermeister. 

## Évolution de la population
- 1970 : 1386
- 1987 : 1551
- 2000: 1739
- 2007 : un peu moins de 1800 habitants

## Culture et curiosités
La principale attraction est le monastère de Rottenbuch.